# Ōtsuki (Kōchi)
Ōtsuki (大月町, Ōtsuki-chō) est un bourg du district de Hata, dans la préfecture de Kōchi au Japon.
Au 1er mai 2015, la population s'élevait à 5 139 habitants répartis sur une superficie de 102,94 km2.